# Alfred Rosenblatt
Alfred Rosenblatt (Cracóvia, 22 de julho de 1880 – Lima, 1947) foi um matemático peruano nascido na Polônia.

## Vida e carreira
Alfred Rosenblatt iniciou seus estudos na Universidade Técnica de Viena, que continuou na Universidade Jaguelônica em Cracóvia, onde obteve um doutorado em 1908, orientado por Stanisław Zaremba, com a tese O funkcjach całkowitych przestępnych.
Chegou ao Perú em 1936, permanecendo em Lima até sua morte. Trabalhou ao lado de Godofredo García Díaz na Universidade Nacional Maior de São Marcos, onde publicou mais de 130 artigos científicos em polonês, alemão, francês, italiano e castelhano sobre análise real e complexa, geometria, topologia, Equações diferenciais, mecânica racional e celeste e hidrodinâmica. Ocupou a cátedra de astronomia e geodésia como sucessor do capitão de navio José R. Gálvez, em 1936. Foi um grande promotor da Academia Nacional de Ciencias Exactas, Físicas y Naturales del Perú.

## Obras
- Sobre la representación de dominios planos variables, Revista de Ciencias, Lima, dezembro de 1936.
- Sobre la función de Green de dominios acotados en el espacio euclidiano de tres dimensiones, Revista de Ciencias, Lima, junho de 1941
- La posición de Copérnico en la historia de la ciencia, Revista de Ciencias, Lima, dezembro de 1943
- Análisis Algebraico em colaboração com Godofredo García, sobre números reais, conjuntos, sequências infinitas, séries e produtos infinitos. Publicado em Lima em 1955